# Ernst Litfaß

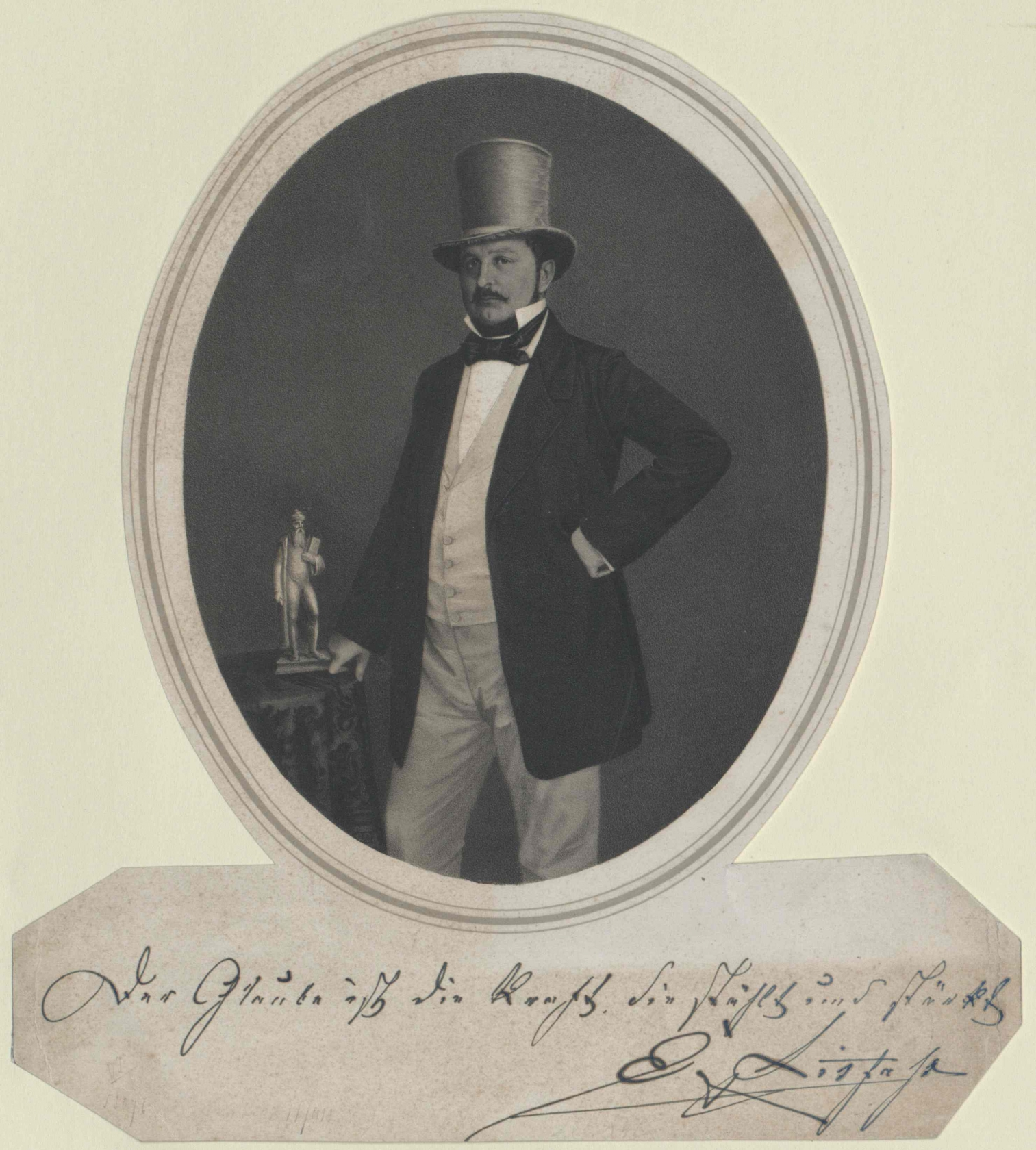
Ernst Litfaß năm 1855

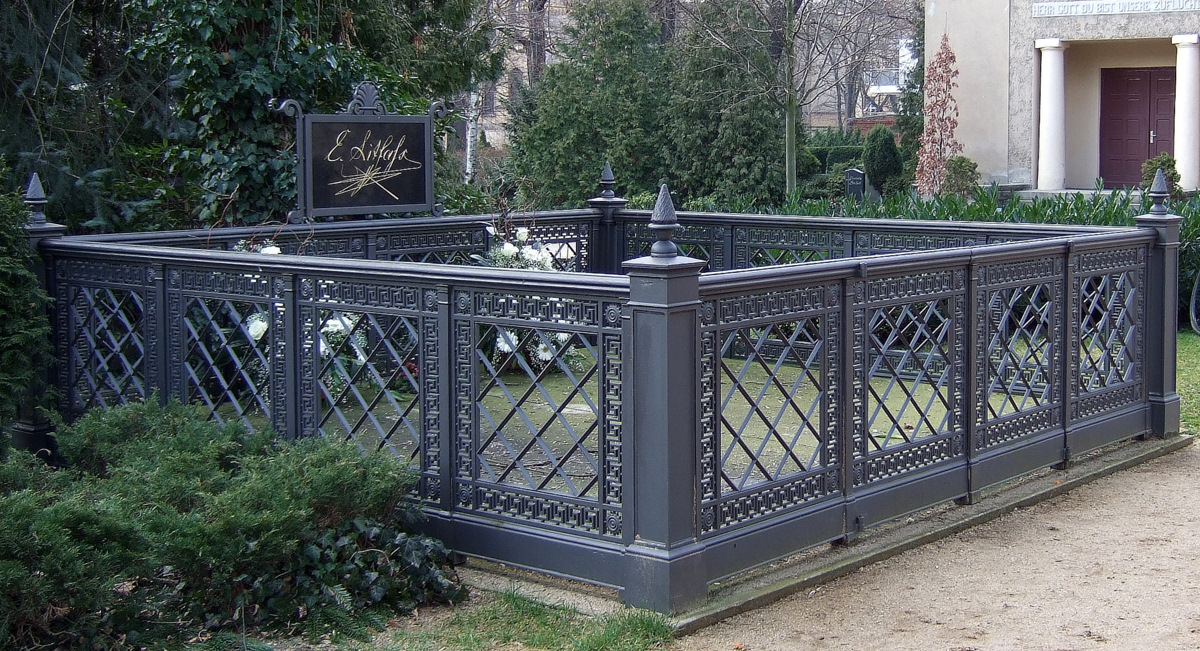
Ngôi mộ của Litfaß tại Berlin

Ernst Amandus Theodor Litfaß (hoặc Litfass; phát âm tiếng Đức: [ˈlɪtfas]; 11 tháng 2 năm 1816 – 27 tháng 12 năm 1874) là một người in ấn và nhà xuất bản người Đức. Ông đã phát minh ra cột quảng cáo hình trụ đứng chứa tên ông bằng tiếng Đức (Litfaßsäule).

## Tiểu sử

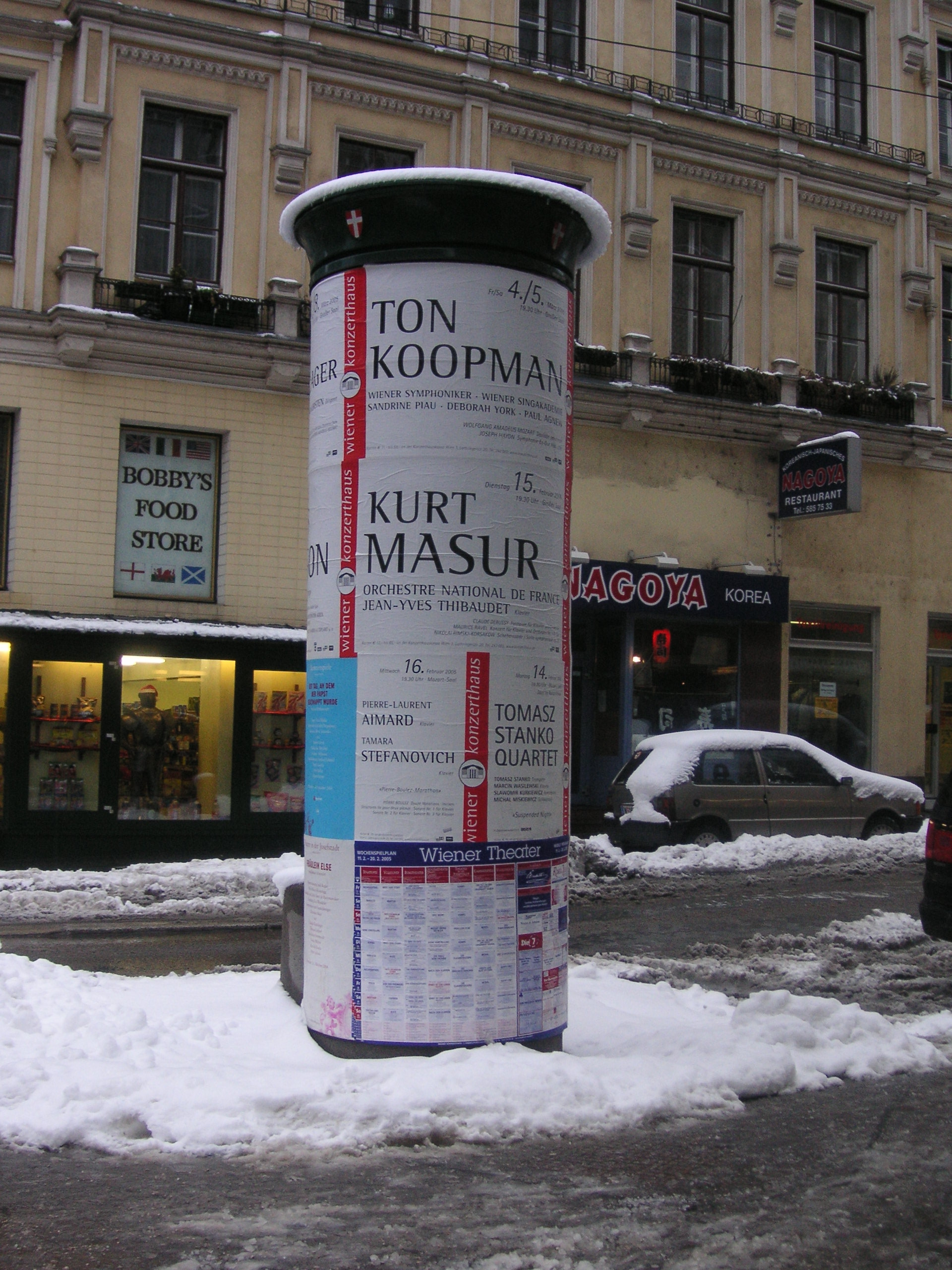
Một Litfaßsäule ở Vienna, Áo. Các quảng cáo dành cho các buổi hòa nhạc với Ton Koopman và Kurt Masur tương ứng; ở phía dưới có chương trình hàng tuần của các nhà hát của Vienna.

Sinh ra ở Berlin, Litfaß tiếp quản công việc kinh doanh của cha dượng vào năm 1845 và trở thành biên tập viên của một số tờ báo và tờ rơi. Là nhà xuất bản, ông đã hoàn thành, vào năm 1858, phiên bản của Oekonomische Encyklopädie (trong 242 tập), được Johann Georg Krünitz bắt đầu vào năm 1773.
Ông đã đặt tên cho các trụ cột quảng cáo mà ông đã phát minh vào năm 1854. Chúng được làm bằng bê tông, cao 3m và rỗng. Hơn 50.000 cột xuất hiện ở Berlin và các thành phố khác của Đức.
Litfaß hỗ trợ các cựu chiến binh bị thương trong các cuộc chiến năm 1864, 1866 và 1870, 71 và người thân của họ bằng cách tài trợ cho các buổi hòa nhạc, bắn pháo hoa, tham quan bằng thuyền và quyên góp tiền cho các tổ chức từ thiện.
Ông đã chết trong một lần đi spa ở Wiesbaden và được chôn cất trong một ngôi mộ danh dự trên nghĩa trang Dorotheenstadt ở Berlin.